# Cúp bóng đá châu Phi 1998
Cúp bóng đá châu Phi 1998 là Cúp bóng đá châu Phi lần thứ 21, được tổ chức tại Burkina Faso. Số đội tham dự giải là 36. Vòng loại giải này gồm vòng sơ loại đá loại trực tiếp và vòng loại chia bảng thi đấu vòng tròn 2 lượt. Giống như giải đấu trước, vòng chung kết năm 1998 có 16 đội, chia mỗi bảng 4 đội. Ai Cập lần thứ tư giành chức vô địch sau khi thắng đương kim vô địch Nam Phi 2–0 trong trận chung kết.

## Vòng loại

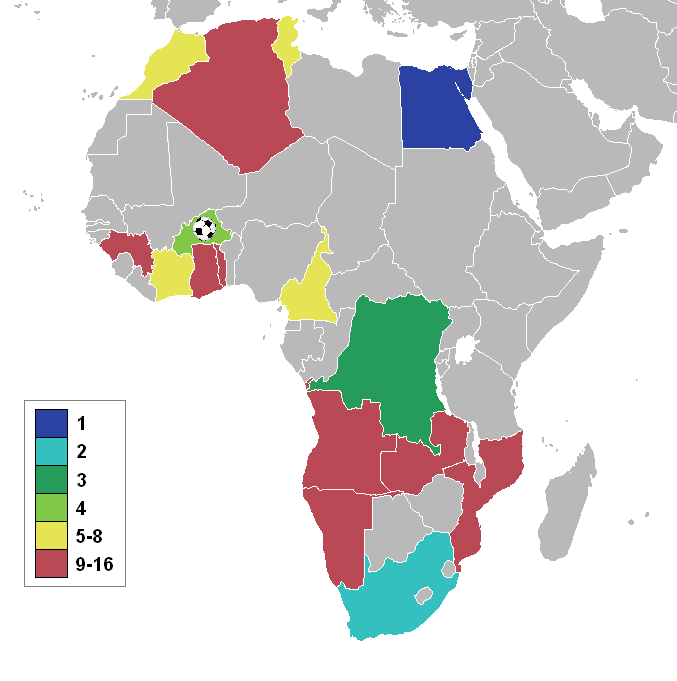
Các quốc gia tham dự vòng chung kết

Vòng loại của giải gồm 34 đội tham gia, chọn lấy 14 đội cùng với đương kim vô địch Nam Phi và chủ nhà Burkina Faso tham dự vòng chung kết. 12 đội tham gia vòng sơ loại, chọn lấy 6 đội cùng 22 đội còn lại chia làm 7 bảng, mỗi bảng 4 đội. Hai đội đứng đầu các bảng lọt vào vòng chung kết. Số đội tham dự ít hơn giải trước do một số đội tuyển bị cấm tham dự giải đấu với lý do bỏ cuộc ở giải đấu trước như Nigeria (bỏ cuộc ở vòng chung kết).

### Vòng sơ loại
Các đội bị loại ở vòng sơ loại
- Botswana
- Burundi [1]
- Cộng hòa Congo
- Mauritanie
- Seychelles
- Uganda

### Các đội tham dự
| - Nam Phi (đương kim vô địch, lần thứ 2) - Burkina Faso (chủ nhà, lần thứ 3) - Algérie (lần thứ 10) - Angola (lần thứ 2) - Cameroon (lần thứ 10) - CHDC Congo (lần thứ 11) - Ai Cập (lần thứ 16) - Ghana (lần thứ 12) |  | - Guinée (lần thứ 6) - Bờ Biển Ngà (lần thứ 13) - Maroc (lần thứ 8) - Mozambique (lần thứ 3) - Namibia (lần thứ 1) - Togo (lần thứ 3) - Tunisia (lần thứ 8) - Zambia (lần thứ 9) |  |  |

## Địa điểm
| Ouagadougou                                     | Ouagadougou               |                           |
| ----------------------------------------------- | ------------------------- | ------------------------- |
| Sân vận động 4 tháng 8                          | Sân vận động Trung tâm    |                           |
| Sức chứa: 40.000                                | Sức chứa: 30.000          |                           |
| Tập tin:Stade du 4-Août, Burkina Faso, 2009.jpg |                           |                           |
| Bobo-Dioulasso                                  | OuagadougouBobo-Dioulasso | OuagadougouBobo-Dioulasso |
| Sân vận động Trung tâm                          | OuagadougouBobo-Dioulasso | OuagadougouBobo-Dioulasso |
| Sức chứa: 40.000                                | OuagadougouBobo-Dioulasso | OuagadougouBobo-Dioulasso |
|                                                 | OuagadougouBobo-Dioulasso | OuagadougouBobo-Dioulasso |

## Vòng chung kết
Vòng chung kết của giải diễn ra trong 3 tuần từ 7 tháng 2 đến 28 tháng 2 năm 1998, tại 3 sân vận động của 2 thành phố Ouagadougou và Bobo-Dioulasso.

### Bảng A
| Đội tuyển    | Số trận | Thắng | Hòa | Thua | Bàn thắng | Bàn thua | Hiệu số | Điểm |
| ------------ | ------- | ----- | --- | ---- | --------- | -------- | ------- | ---- |
| Cameroon     | 3       | 2     | 1   | 0    | 5         | 3        | +2      | 7    |
| Burkina Faso | 3       | 2     | 0   | 1    | 3         | 2        | +1      | 6    |
| Guinée       | 3       | 1     | 1   | 1    | 3         | 3        | 0       | 4    |
| Algérie      | 3       | 0     | 0   | 3    | 2         | 5        | −3      | 0    |

| Burkina Faso | 0–1 | Cameroon   |
| ------------ | --- | ---------- |
|              |     | Tchami 20' |

| Algérie | 0–1 | Guinée     |
| ------- | --- | ---------- |
|         |     | Oularé 19' |

| Cameroon             | 2–2 | Guinée          |
| -------------------- | --- | --------------- |
| Tchami 9' · Womé 44' |     | Oularé 46', 77' |

| Burkina Faso                          | 2–1 | Algérie          |
| ------------------------------------- | --- | ---------------- |
| K. Ouédraogo 65' (ph.đ.) · Traoré 77' |     | Saïb 82' (ph.đ.) |

| Burkina Faso | 1–0 | Guinée |
| ------------ | --- | ------ |
| Kambou 85'   |     |        |

| Cameroon             | 2–1 | Algérie   |
| -------------------- | --- | --------- |
| Job 47' · Tchami 65' |     | Dziri 40' |

### Bảng B
| Đội tuyển  | Số trận | Thắng | Hòa | Thua | Bàn thắng | Bàn thua | Hiệu số | Điểm |
| ---------- | ------- | ----- | --- | ---- | --------- | -------- | ------- | ---- |
| Tunisia    | 3       | 2     | 0   | 1    | 5         | 4        | +1      | 6    |
| CHDC Congo | 3       | 2     | 0   | 1    | 4         | 3        | +1      | 6    |
| Ghana      | 3       | 1     | 0   | 2    | 3         | 3        | 0       | 3    |
| Togo       | 3       | 1     | 0   | 2    | 4         | 6        | −2      | 3    |

| CHDC Congo                        | 2–1 | Togo         |
| --------------------------------- | --- | ------------ |
| Tondelua 57' (ph.đ.), 73' (ph.đ.) |     | Tchangai 90' |

| Ghana                 | 2–0 | Tunisia |
| --------------------- | --- | ------- |
| Nyarko 8' · Gargo 90' |     |         |

| Tunisia                        | 2–1 | CHDC Congo |
| ------------------------------ | --- | ---------- |
| Ben Slimane 31' · Tlemcani 76' |     | Kimoto 36' |

| Togo                 | 2–1 | Ghana               |
| -------------------- | --- | ------------------- |
| Doté 26' · Touré 90' |     | Johnson 83' (ph.đ.) |

| CHDC Congo  | 1–0 | Ghana |
| ----------- | --- | ----- |
| Kisombe 77' |     |       |

| Tunisia                                   | 3–1 | Togo                |
| ----------------------------------------- | --- | ------------------- |
| Tlemcani 9' · Ben Slimane 12' · Gabsi 80' |     | Assignon 4' (ph.đ.) |

### Bảng C
| Đội tuyển   | Số trận | Thắng | Hòa | Thua | Bàn thắng | Bàn thua | Hiệu số | Điểm |
| ----------- | ------- | ----- | --- | ---- | --------- | -------- | ------- | ---- |
| Bờ Biển Ngà | 3       | 2     | 1   | 0    | 10        | 6        | +4      | 7    |
| Nam Phi     | 3       | 1     | 2   | 0    | 5         | 2        | +3      | 5    |
| Angola      | 3       | 0     | 2   | 1    | 5         | 8        | −3      | 2    |
| Namibia     | 3       | 0     | 1   | 2    | 7         | 11       | −4      | 1    |

| Nam Phi | 0–0 | Angola |
| ------- | --- | ------ |
|         |     |        |

| Bờ Biển Ngà                                | 4–3 | Namibia                         |
| ------------------------------------------ | --- | ------------------------------- |
| Tiéhi 2', 39' · Bakayoko 34' · Diabaté 83' |     | Shivute 46', 73' · Mannetti 70' |

| Bờ Biển Ngà  | 1–1 | Nam Phi             |
| ------------ | --- | ------------------- |
| Ouattara 88' |     | Mkhalele 8' (ph.đ.) |

| Angola                                                    | 3–3 | Namibia                        |
| --------------------------------------------------------- | --- | ------------------------------ |
| Lázaro 46' · Paulo Silva 67' (ph.đ.) · Miguel Pereira 86' |     | Uri Khob 20', 51' · Nauseb 33' |

| Bờ Biển Ngà                                          | 5–2 | Angola                          |
| ---------------------------------------------------- | --- | ------------------------------- |
| Guel 8', 23' · Tiéhi 43', 81' (ph.đ.) · Bakayoko 56' |     | Paulo Silva 27' · Quinzinho 52' |

| Nam Phi                    | 4–1 | Namibia    |
| -------------------------- | --- | ---------- |
| McCarthy 8', 11', 19', 21' |     | Uutoni 68' |

### Bảng D
| Đội tuyển  | Số trận | Thắng | Hòa | Thua | Bàn thắng | Bàn thua | Hiệu số | Điểm |
| ---------- | ------- | ----- | --- | ---- | --------- | -------- | ------- | ---- |
| Maroc      | 3       | 2     | 1   | 0    | 5         | 1        | +4      | 7    |
| Ai Cập     | 3       | 2     | 0   | 1    | 6         | 1        | +5      | 6    |
| Zambia     | 3       | 1     | 1   | 1    | 4         | 6        | −2      | 4    |
| Mozambique | 3       | 0     | 0   | 3    | 1         | 8        | −7      | 0    |

| Maroc     | 1–1 | Zambia       |
| --------- | --- | ------------ |
| Bahja 37' |     | Chilumba 87' |

| Ai Cập             | 2–0 | Mozambique |
| ------------------ | --- | ---------- |
| H. Hassan 14', 44' |     |            |

| Ai Cập                               | 4–0 | Zambia |
| ------------------------------------ | --- | ------ |
| H. Hassan 34', 57', 71' · Radwan 80' |     |        |

| Maroc                                     | 3–0 | Mozambique |
| ----------------------------------------- | --- | ---------- |
| Chiba 39' · El Khattabi 40' · Fertout 82' |     |            |

| Zambia                               | 3–1 | Mozambique  |
| ------------------------------------ | --- | ----------- |
| Kilambe 16' · Bwalya 43' · Tembo 73' |     | Avelino 57' |

| Maroc     | 1–0 | Ai Cập |
| --------- | --- | ------ |
| Hadji 90' |     |        |

### Vòng đấu loại trực tiếp
|  | Tứ kết                      | Tứ kết                      |                          |       | Bán kết       | Bán kết       |  |  | Chung kết | Chung kết |
|  |                             |                             |                          |       |               |               |  |  |           |           |
|  | 20 tháng 2 - Bobo-Dioulasso |                             |                          |       |               |               |  |  |           |           |
|  |                             |                             |                          |       |               |               |  |  |           |           |
|  | Cameroon                    | 0                           |                          |       |               |               |  |  |           |           |
|  | Cameroon                    | 0                           | 25 tháng 2 - Ouagadougou |       |               |               |  |  |           |           |
|  | CHDC Congo                  | 1                           |                          |       |               |               |  |  |           |           |
|  | CHDC Congo                  | 1                           | CHDC Congo               | 1     |               |               |  |  |           |           |
|  | 22 tháng 2 - Ouagadougou    |                             | CHDC Congo               | 1     |               |               |  |  |           |           |
|  |                             | Nam Phi (h.p.)              | 2                        |       |               |               |  |  |           |           |
|  | Maroc                       | Nam Phi (h.p.)              | 2                        | 1     |               |               |  |  |           |           |
|  | Maroc                       |                             | 28 tháng 2 - Ouagadougou | 1     |               |               |  |  |           |           |
|  | Nam Phi                     | 2                           |                          |       |               |               |  |  |           |           |
|  | Nam Phi                     | 2                           | Nam Phi                  | 0     |               |               |  |  |           |           |
|  | 21 tháng 2 - Ouagadougou    |                             | Nam Phi                  | 0     |               |               |  |  |           |           |
|  |                             | Ai Cập                      | 2                        |       |               |               |  |  |           |           |
|  | Tunisia                     | Ai Cập                      | 2                        | 1 (7) |               |               |  |  |           |           |
|  | Tunisia                     | 25 tháng 2 - Bobo-Dioulasso |                          | 1 (7) |               |               |  |  |           |           |
|  | Burkina Faso (pen.)         | 1 (8)                       |                          |       |               |               |  |  |           |           |
|  | Burkina Faso (pen.)         | 1 (8)                       | Burkina Faso             | 0     |               |               |  |  |           |           |
|  | 21 tháng 2 - Ouagadougou    |                             | Burkina Faso             | 0     |               |               |  |  |           |           |
|  |                             | Ai Cập                      | 2                        |       | Tranh hạng ba | Tranh hạng ba |  |  |           |           |
|  | Bờ Biển Ngà                 | Ai Cập                      | 2                        | 0 (4) | Tranh hạng ba | Tranh hạng ba |  |  |           |           |
|  | Bờ Biển Ngà                 |                             | 27 tháng 2 - Ouagadougou | 0 (4) |               |               |  |  |           |           |
|  | Ai Cập (pen.)               | 0 (5)                       |                          |       |               |               |  |  |           |           |
|  | Ai Cập (pen.)               | 0 (5)                       | CHDC Congo (pen.)        | 4 (4) |               |               |  |  |           |           |
|  |                             |                             |                          |       |               |               |  |  |           |           |
|  | Burkina Faso                | 4 (1)                       |                          |       |               |               |  |  |           |           |
|  | Burkina Faso                | 4 (1)                       |                          |       |               |               |  |  |           |           |

### Tứ kết
| Cameroon | 0–1 | CHDC Congo   |
| -------- | --- | ------------ |
|          |     | Tondelua 30' |

| Tunisia                                                                                      | 1–1 (h.p.) | Burkina Faso                                                                                                |
| -------------------------------------------------------------------------------------------- | ---------- | --- |
| Gabsi 89'                                                                                    |            | K. Ouédraogo 45' (ph.đ.)                                                                                    |
| Loạt sút luân lưu                                                                            |            | |
| Rouissi · Badra · Bouazizi · Chihi · Jelassi · Baya · Gabsi · Ghodhbane · Hicheri · Trabelsi | 7–8        | S. Traoré · F. Sanou · Nana · Tallé · A. Ouédraogo · Zongo · B. Traoré · Diabaté · Liade Gnonka · Coulibaly |

| Bờ Biển Ngà                                      | 0–0 (h.p.) | Ai Cập                                    |
| ------------------------------------------------ | ---------- | ----------------------------------------- |
|                                                  |            |                                           |
| Loạt sút luân lưu                                |            |                                           |
| Domoraud · Guel · Diomandé · Bakayoko · Ouattara | 4–5        | Ramzy · Radwan · Kamouna · Mostafa · Imam |

| Maroc     | 1–2 | Nam Phi                   |
| --------- | --- | ------------------------- |
| Chiba 36' |     | McCarthy 22' · Nyathi 79' |

### Bán kết
| CHDC Congo        | 1–2 (h.p.) | Nam Phi            |
| ----------------- | ---------- | ------------------ |
| Bembuana-Keve 48' |            | McCarthy 60', 112' |

| Burkina Faso | 0–2 | Ai Cập             |
| ------------ | --- | ------------------ |
|              |     | H. Hassan 40', 71' |

### Tranh hạng ba
| CHDC Congo                                     | 4–4 (h.p.) | Burkina Faso                                        |
| ---------------------------------------------- | ---------- | --------------------------------------------------- |
| Mungongo 76', 89' · Kasongo 86' · Tondelua 88' |            | A. Ouédraogo 6' · Barro 52' · Napon 56' · Tallé 86' |
| Loạt sút luân lưu                              |            |                                                     |
| Simba · Mamale · Kisombe · Selenge             | 4–1        | S. Traoré · F. Sanou · Diabaté                      |

### Chung kết
| Nam Phi | 0–2 | Ai Cập                     |
| ------- | --- | -------------------------- |
|         |     | A. Hassan 5' · Mostafa 13' |

| Vô địch Cúp bóng đá châu Phi 1998 Ai Cập Lần thứ tư |

## Cầu thủ ghi bàn
7 bàn
| - Hossam Hassan | - Benedict McCarthy |  |

4 bàn
| - Jerry Tondelua | - Joël Tiéhi |  |

3 bàn
| - Alphonse Tchami | - Souleymane Oularé |  |

2 bàn
| - Paulo Silva - Kassoum Ouédraogo - Lokenge Mungongo - Ibrahima Bakayoko | - Tchiressoua Guel - Saïd Chiba - Eliphas Shivute - Gervatius Uri Khob | - Mehdi Ben Slimane - Hassan Gabsi - Ziad Tlemcani |

1 bàn
| - Billel Dziri - Moussa Saïb - Lázaro - Miguel Pereira - Quinzinho - Oumar Barro - Roméo Kambou - Sidi Napon - Alassane Ouédraogo - Ibrahima Tallé - Seydou Traoré - Joseph-Désiré Job - Pierre Womé - Eddy Bembuana-Keve - Banza Kasongo | - Okitankoyi Kimoto - Mundaba Kisombe - Lassina Diabaté - Ahmed Ouattara - Ahmed Hassan - Tarek Mostafa - Yasser Radwan - Mohammed Gargo - Samuel Johnson - Alex Nyarko - Ahmed Bahja - Ali El Khattabi - Youssef Fertout - Mustapha Hadji | - Avelino - Ricardo Mannetti - Robert Nauseb - Simon Uutoni - Helman Mkhalele - David Nyathi - Komlan Assignon - Franck Doté - Massamasso Tchangai - Mohamed Coubadja Touré - Kalusha Bwalya - Tenant Chilumba - Rotson Kilambe - Masauso Tembo |

## Đội hình tiêu biểu của giải đấu
Thủ môn
- Nader El-Sayed

Hậu vệ
- Mark Fish
- Jojo
- Noureddine Naybet
- Mohamed Emara

Tiền vệ
- Charles Akonnor
- Hassan Gabsi
- Tchiressoua Guel
- Ekanza Simba

Tiền đạo
- Hossam Hassan
- Benedict McCarthy